# Flanc

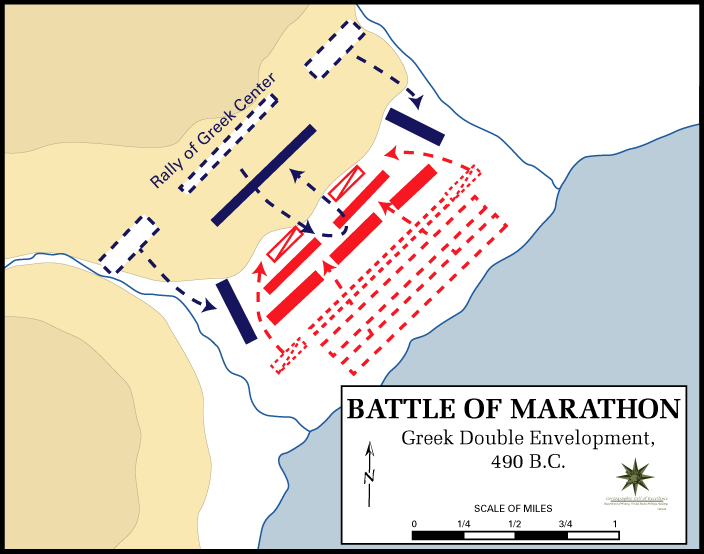
Atac dublu al grecilor pe ambele flancuri persane în timpul bătăliei de la Maraton

Flancul (de la cuvântul german flanke) reprezintă părțile extreme de dreaptă și stângă ale unei formațiuni de luptă, sau a unui dispozitiv cu aceeași destinație.
Flancul este punctul slab într-un aranjament de trupe, cel mai sensibil la lovituri atât în strategia atacatorului cât și în tactica apărătorului, fiindcă trupele pot dezvolta cea mai mare virtute de partea sa frontală. Prin urmare, inamicul încearcă să forțeze flancurile, de exemplu, execută un atac de flanc.